# La pensión Hằng Nga

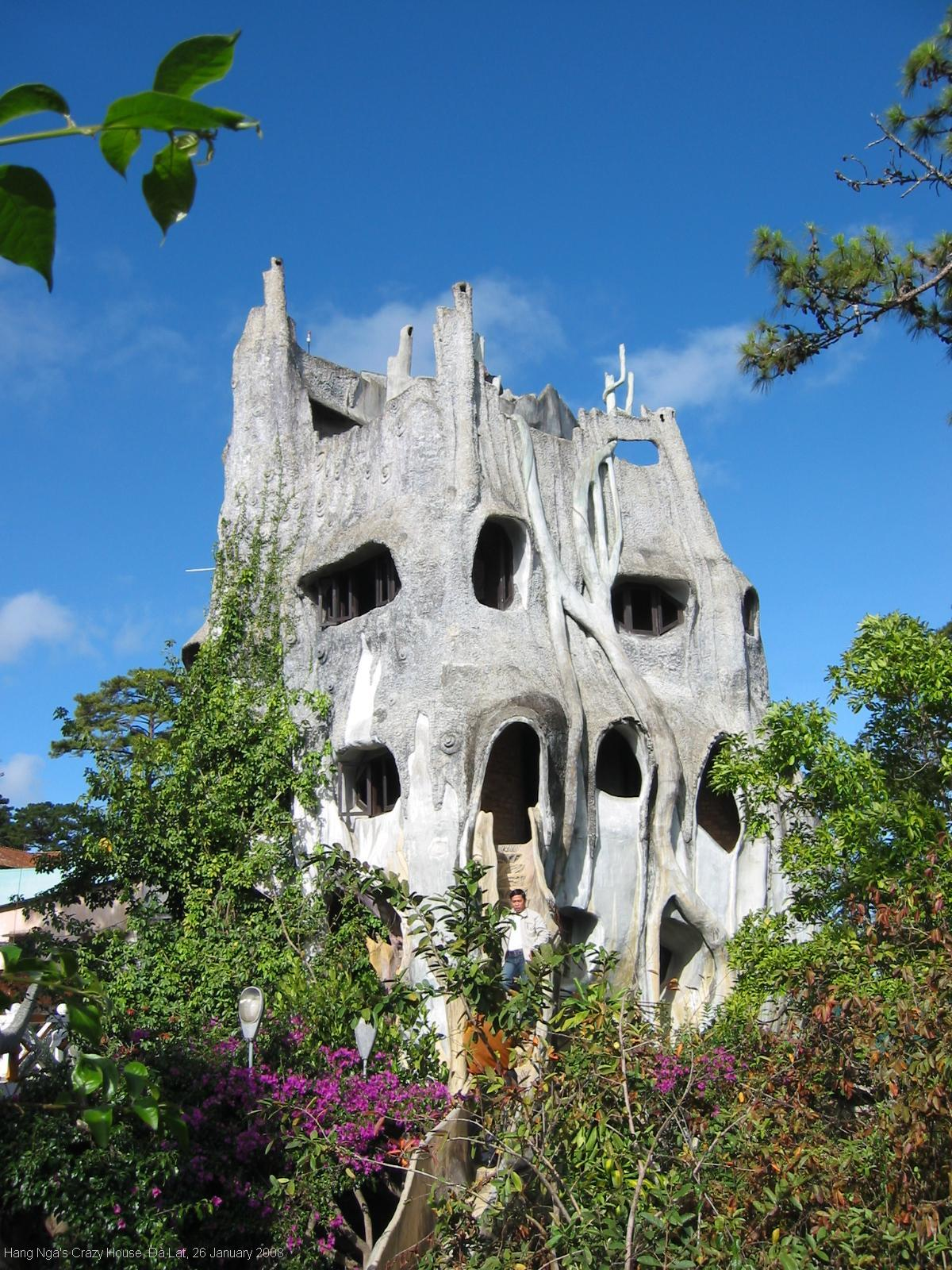
El exterior de pensión Hằng Nga

La pensión Hằng Nga ( en vietnamita: Biệt thự Hằng Nga), más conocido como la “Casa Loca” (en vietnamita: Ngôi nhà quái dị) es un edificio inusual diseñado y construido por la arquitecta vietnamita  Đặng Việt Nga en Đà Lạt, Vietnam.
La misma ha sido descrita como una “casa de cuentos de hadas” (Hằng Nga, en vietnamita: 姮娥, es la diosa china de la Luna), el diseño del edificio se asemeja a un árbol enorme, incorporando elementos en el diseño que representan formas naturales tales como animales, hongos, telas de araña y cuevas. Su diseño arquitectónico que incluye formas complejas, orgánicas y no rectilíneas, ha sido descrito como expresionista. Nga ha reconocido que se ha inspirado en la obra del arquitecto catalán Antoni Gaudí para diseñar su edificio, y los visitantes han encontrado semejanzas y similitudes con el trabajo de artistas tales como Salvador Dalí y Walt Disney. Desde que fuera inaugurada en 1990, la construcción se ha ganado el reconocimiento por su arquitectura distintiva, la cual es resaltada en numerosas guías de viaje y se encuentra en la lista de los diez edificios más “bizarros” que elaboró el People's Daily de China.

## Diseño

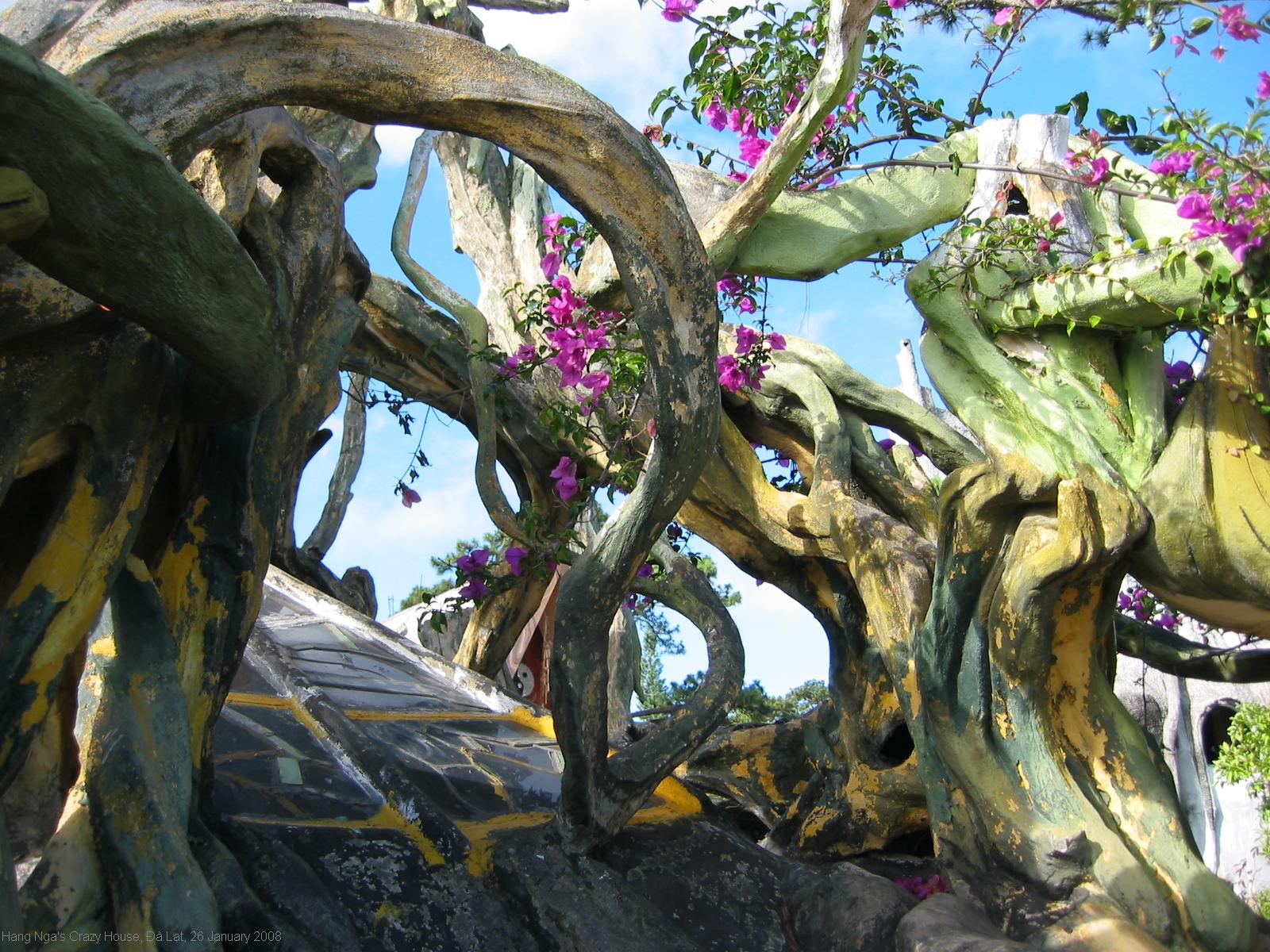
El exterior de la casa de huéspedes está decorado con formas orgánicas retorcidas.

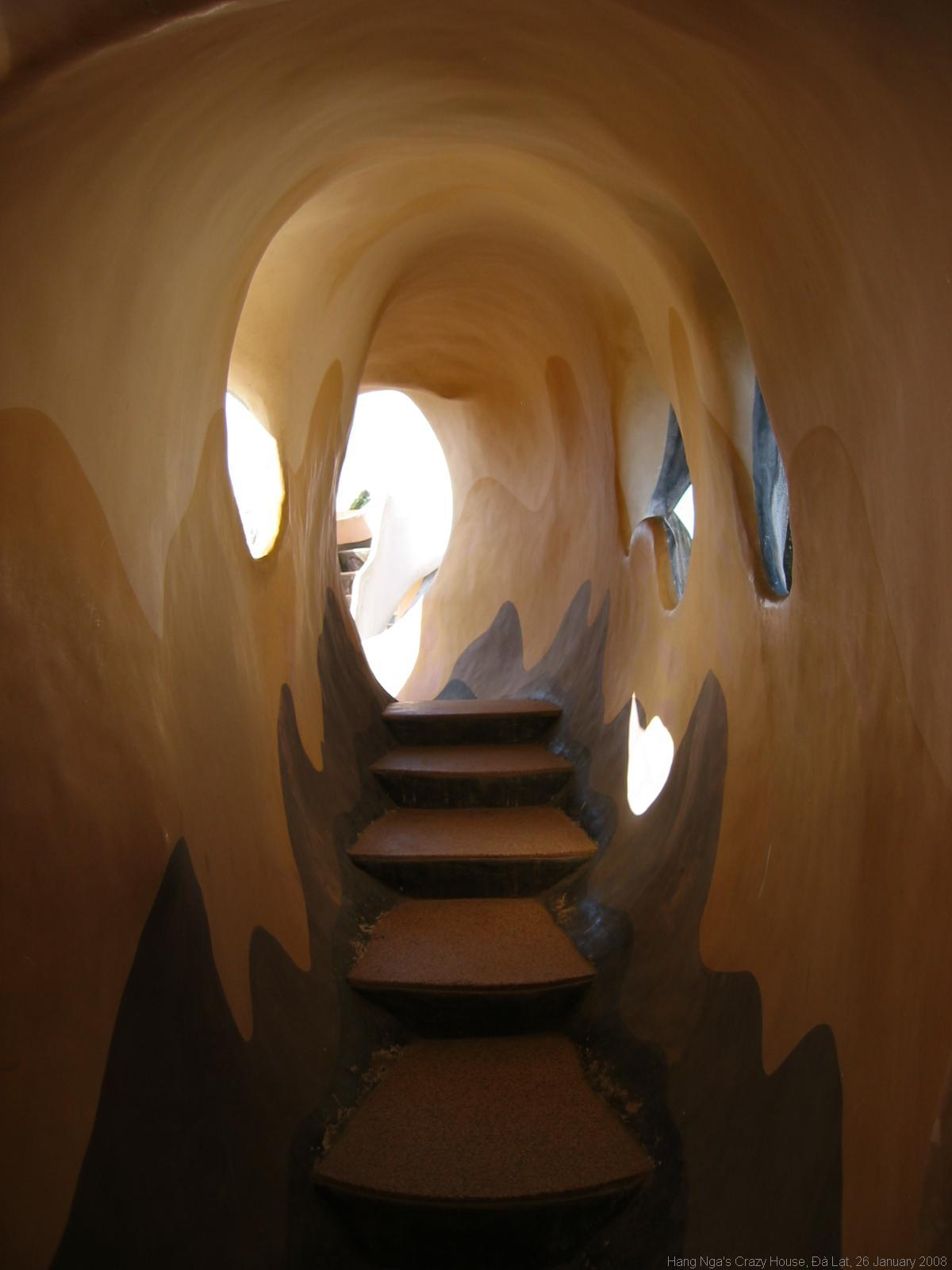
Vano de escalera en forma de cueva.

Originalmente la casa de huéspedes Hang Nga fue construida como un proyecto personal de la arquitecta vietnamita Dang Viet Nga, siendo abierta al público en 1990. Nga, hija de Trường Chinh, quien posee un doctorado en arquitectura de la Universidad de Moscú, ha expresado que el concepto del diseño está inspirado en el entorno natural en el cual se encuentra ubicada la ciudad de Da Lat, y en la obra del arquitecto catalán Antoni Gaudí.

### Arquitectura
En vez de utilizar planos de arquitectura convencionales como los cianotipos, Nga realizó pinturas, y contrató artesanos no profesionales locales para transformar esos bosquejos en elementos estructurales. En el edificio se observan muy pocos ángulos rectos, en cambio abundan las estructuras orgánicas complejas que se asemejan a formas naturales. El exterior del edificio se asemeja a una higuera de Bengala de cinco pisos de altura, con ventanas distribuidas en forma irregular y estructuras que se asemejan a ramas que se extienden por sus paredes y se elevan por encima del techo hacia el cielo. Diversos visitantes que la han descrito como la "casa de un cuento de hadas", han trazado paralelismos con la arquitectura y las obras de Salvador Dalí y Walt Disney. En un intento por definir la arquitectura del edificio, el Comité Cívico de la ciudad de Đà Lạt se refirió al mismo como “expresionista”.

### Diseño interior
La pensión tiene diez habitaciones de huéspedes decoradas con temas específicos. Cada habitación gira en torno a un animal, como la habitación tigre, la habitación águila, la habitación hormiga y la habitación canguro, cada cuál con decoraciones de acuerdo al tema. Las paredes de la habitación tigre, por ejemplo, es caracterízada por un tigre grande con ojos rojos brillantes; la habitación canguro se singulariza por un canguro esculpido con una chimenea en el vientre; la chimenea en la habitación águila fue hecha en forma de un huevo enorme de águila. Muchas de las habitaciones están decoradas con motivos simbolistas y con el tema animalesco conectado a una nacionalidad en particular. Por ejemplo, Nga describe la habitación tigre como una representación de “la fortaleza de los chinos”; la habitación águila representa “la grandeza y fuerza” de los norteamericanos; y la habitación hormiga representa “al vietnamita trabajador”.
Las habitaciones tienen muebles artesanales que a veces incluso son construidos dentro de las habitaciones mismas para encajar con las formas no lineares y orgánicas. Por toda la instalación hay decoraciones de piedra que se asemejan a animales como osos, jirafas, ranas, arañas y hormigas, junto con elementos de la naturaleza como hongos y telas de araña. Las escaleras y pasillos del edificio están diseñados de manera que se parezcan a túneles y cuevas.

## Uso turístico
Para ayudar a aliviar la carga financiera relacionada con los gastos de este proyecto que esencialmente era personal, es decir una deuda de más de VND 30 millones—Nga transformó el edificio en una pensión, e inauguró el albergue a finales de 1990 recaudando entradas de los turistas. Desde 2015, las entradas para las visitas a la pensión eran de VND 40,000 por visita; los precios por habitación variaron de VND 290,000 a 630,000 por noche para los vietnamitas y de $29–63 para extranjeros.

## Recepción

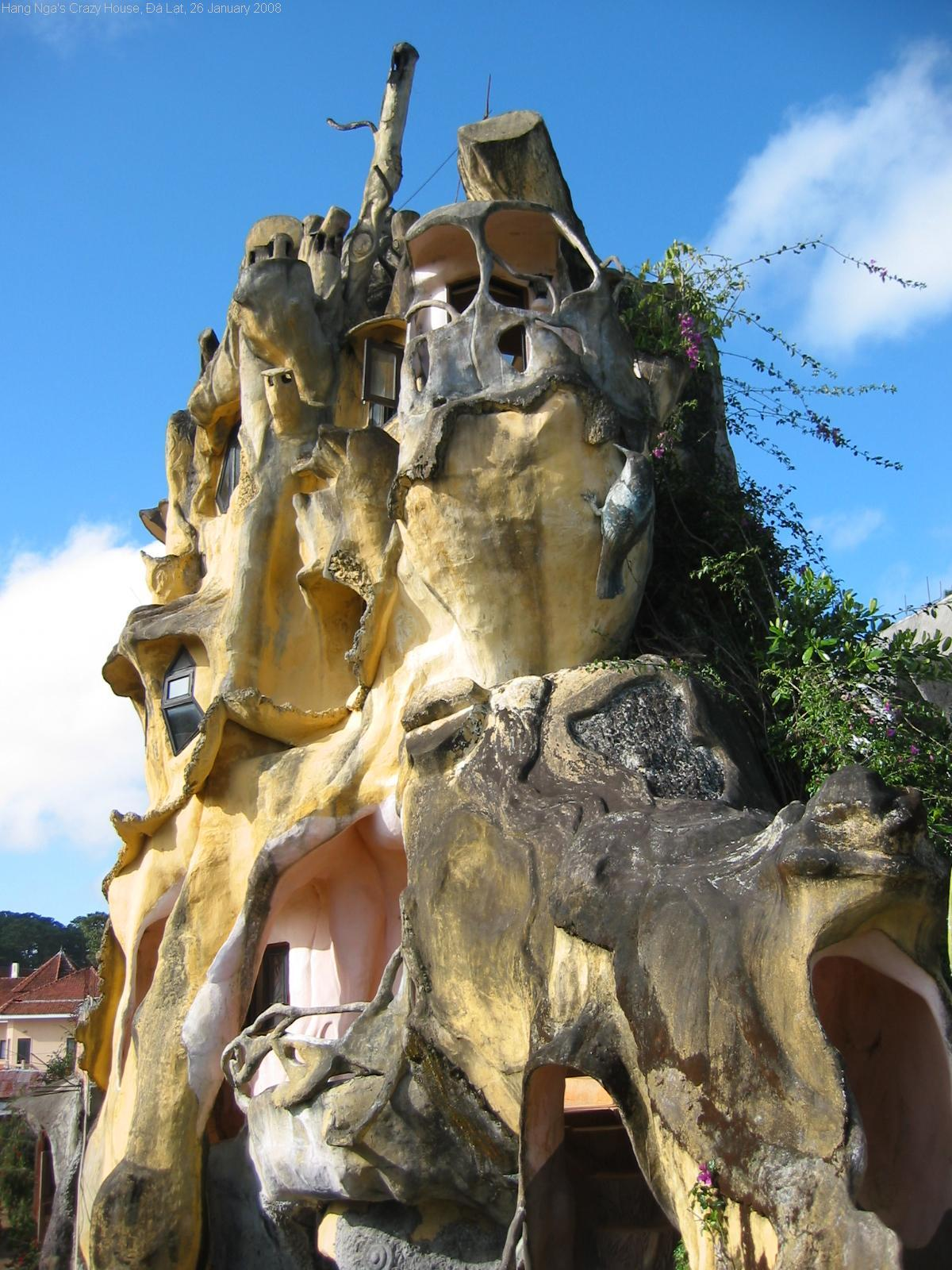
Las reacciones respecto a la arquitectura única de la pensión han sido contradictorios.

La pensión de cinco pisos ha generado gran atención y controversia desde su asentamiento con reacciones que varían de críticas y burlas a admiración. La casa fue apodada por los primeros visitantes como la "Casa Loca", cuyo nombre Dang pronto ha adoptado para la casa.
Los visitantes generalmente han respondido positivamente a la casa, describiéndola como "valiente", "brillante", "antonomasiaticamente cósmica" y elogiando de esta manera a Nga por su visión y dedicación a su trabajo. Un turista francés comentó lo siguiente:
"Gracias por mostrarme el sentido de la vida. La casa de hadas me remontó a mi infancia cuando todo aún era puro y natural".
Las autoridades locales, incluyendo al comité popular de la ciudad de Da Lat, se opuso al trabajo de Nga por muchos años, rehusando sus propuestas de recibir mención por el carácter ad hoc, la carencia de estética formal y la integridad estructural de la casa. Con perseverancia y financiación privada de amigos y familiares Dang fue, no obstante, capaz de ampliar y perfeccionar la casa. De esta manera fue finalmente capaz de convencer el gobierno nacional en Hanói de aprobar su trabajo, dejándole que continuase construyendo sin restricciones algunas.
El edificio ha sido destacado en numerosos guías turísticas: la tercera edición de Frommer's Vietnam, por ejemplo, describió a la pensión como "una obra interesante y floreciente de arte de pop" y como "una visita divertida". En el 2009, el edificio figuró en el periódico chino Diario del Pueblo como uno de los diez edificios más “extraños” del mundo.